# Pseuderanthemum interruptum
Pseuderanthemum interruptum là một loài thực vật có hoa trong họ Ô rô. Loài này được (Kunth) V.M. Baum miêu tả khoa học đầu tiên năm 1982.